# Fiuggi

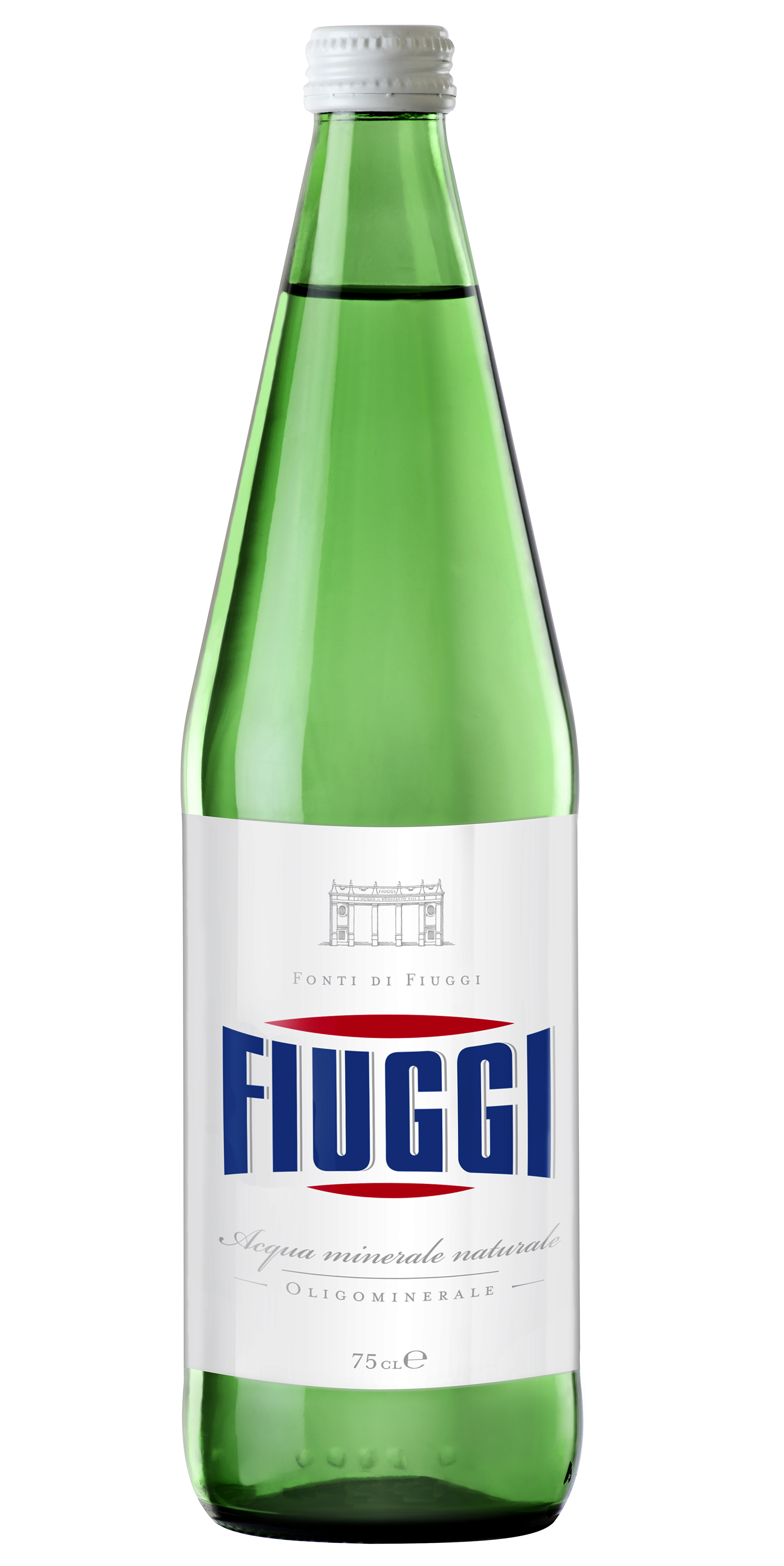
Fiuggi-water.

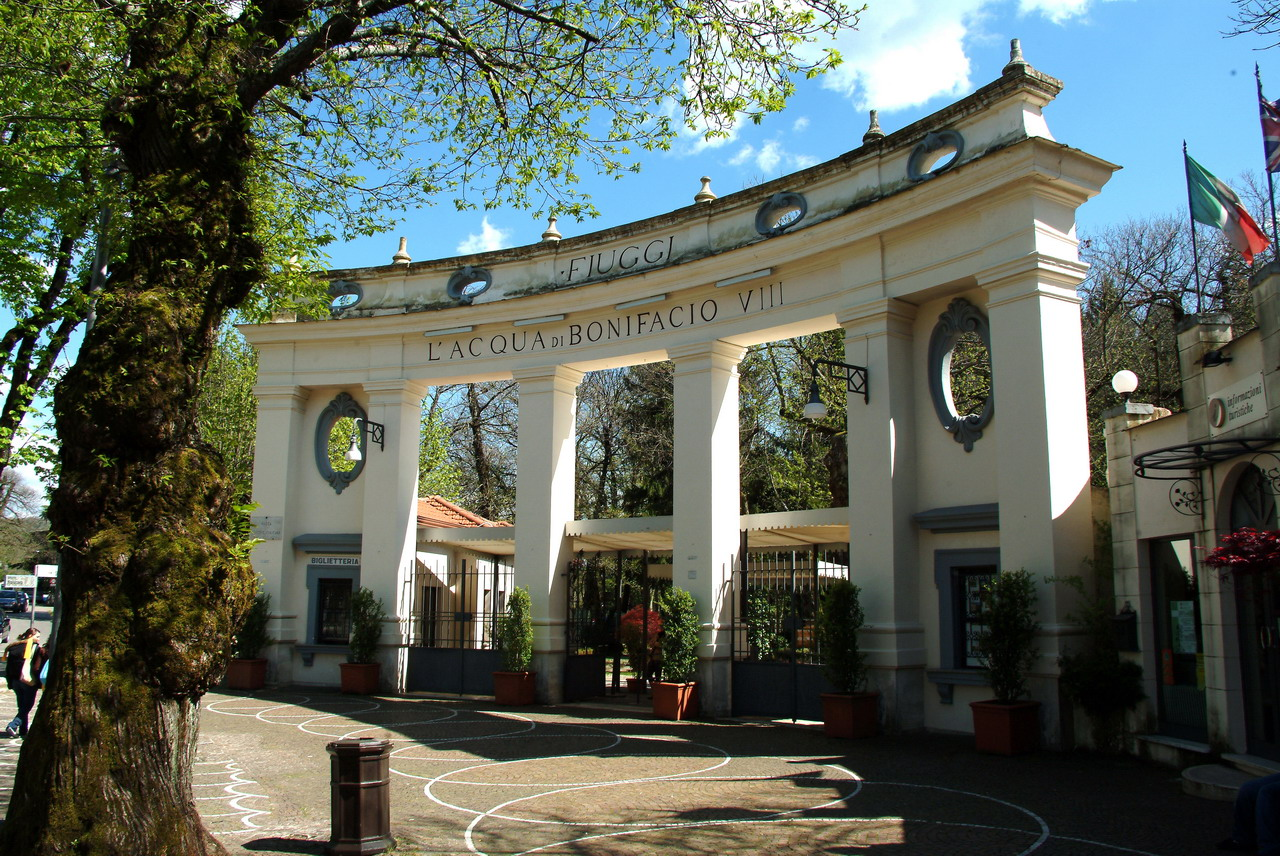
Thermen van Bonifatius VIII.

Fiuggi is een gemeente in de Italiaanse provincie Frosinone (regio Latium) en telt 9047 inwoners (31-12-2004). De oppervlakte bedraagt 33,1 km², de bevolkingsdichtheid is 266 inwoners per km². De gemeente is beroemd om haar Acqua di Fiuggi (Fiuggi-water) dat uit de natuurlijke bronnen stroomt. Het water wordt al sinds de 14e eeuw in Italië gebruikt en staat bekend om zijn natuurlijke geneeskrachtige eigenschappen.

## Demografie
Fiuggi telt ongeveer 3110 huishoudens. Het aantal inwoners steeg in de periode 1991-2001 met 6,0% volgens cijfers uit de tienjaarlijkse volkstellingen van ISTAT.
| Jaar | Inwoneraantal |
| ---- | ------------- |
| 1991 | 8265          |
| 2001 | 8763          |

## Geografie
De gemeente ligt op ongeveer 747 m boven zeeniveau.
Fiuggi grenst aan de volgende gemeenten: Acuto, Ferentino, Guarcino, Piglio, Torre Cajetani, Trevi nel Lazio, Trivigliano.